# Polskie Stowarzyszenie Kobiet z Wyższym Wykształceniem
Polskie Stowarzyszenie Kobiet z Wyższym Wykształceniem (PSKzWW) – polska organizacja feministyczna założona w Warszawie 3 marca 1926 roku. Głównym celem Stowarzyszenia była obrona interesów absolwentek wyższych uczelni.
Organizacja została założona przez Marię Ponikowską, Teodorę Męczkowską i dr Stefanię Tatarównę. Wśród członkiń tej elitarnej organizacji były m.in. prof. Alicja Dorabialska, prof. Cezaria Baudouin de Courtenay Ehrenkreutz Jędrzejewiczowa oraz prof. Helena Więckowska. Siedziba organizacji mieściła się w redakcji „Kobiety Współczesnej”. Stowarzyszenie powstało z inicjatywy Międzynarodowej Federacji Kobiet z Wyższym Wykształceniem (International Federation of University Women, IFUW).
Członkiniami pierwszego zarządu były Karolina Ponikowska (przewodnicząca), dr Helena Waniczek (wiceprzewodnicząca), dr Helena Więckowska (sekretarka), dr Matylda Biehlerowa (skarbniczka), Teodora Męczkowska (wizytatorka) i dr Anna Dembińska.
Studentki stanowiły wówczas 1/3 wśród młodzieży akademickiej. Pomimo formalnego zrównania praw kobiet i mężczyzn w dostępie do większości zawodów, w II Rzeczypospolitej mężczyźni rzadko mianowali kobiety na stanowiska kierownicze – im wyżej w hierarchii zawodowej, tym mniej było kobiet. W programowym tekście SKzWW opublikowanym w „Kobiecie Współczesnej” Męczkowska napisała, że kobiety nie są faktycznie równouprawnione i powinny mieć „głos decydujący w palących zagadnieniach organizacji życia u jego podstaw”.
Członkinie Stowarzyszenia organizowały fundusze stypendialne dla kobiet na studiowanie w kraju i za granicą, prowadziły badania statystyczne nad udziałem kobiet w życiu kulturalnym, naukowym, politycznym i zawodowym, pracowały nad sporządzeniem bibliografii publikacji uczonych różnych dyscyplin.
Stowarzyszenie zajmowało także stanowisko w sprawach kobiet wychodzących poza status kobiet z wyższym wykształceniem w strukturze społecznej i zawodowej II RP. SKzWW wystosowało memoriał do Komisji Kodyfikacyjnej z propozycją zmian prawnych dotyczących praw kobiet, m.in. przerywania ciąży i rozwodu.